# 모넷 마주
모네이 메이저(Monet Mazur, 1976년 4월 17일 ~ )는 미국의 배우, 모델이다.
로스앤젤레스에서 태어났다.

## 출연 작품
- 어답팅 테러 (2012년) - 페이 홉킨스 역
- 데드 맨 러닝 (2009년)
- 프로스트 (2008년) - 캐롤리나 역
- 하우스 버니 (2008년) - 카산드라 역
- 라이브! (2007년)
- 위험한 댄싱걸 (2006년) - 윌리걸 역
- 인 메모리 오브 마이 파더 (2005년)
- 스톤드 - 브라이언 존스 이야기 (2005년)
- 퍼펙트 웨딩 (2005년) - 피오나 역
- 토크 (2004년) - 쉐인 역
- 우리 방금 결혼했어요 (2003년) - 로렌 역
- 키스 더 브라이드 (2002년)
- 스타크 레이빙 매드 (2002년)
- 40 데이즈 40 나이트 (2002년)
- 그들만의 비상구 (2001년)
- 블로우 (2001년)
- 엔젤 아이즈 (2001년)
- 오스틴 파워 - 제로 (1997년)
- 레이징 엔젤 (1995년)

### 텔레비전
- 캐슬 1 (2009년)
- 우리 생애 나날들 (1965년)